# کلت شاه کبرا
کلت شاه کبرا (به انگلیسی: Colt King Cobra) یک تپانچه با فریم متوسط ساخت شرکت تولیدی کلت است که در سال ۱۹۸۶ برای استفاده در نیروهای نظامی و پلیس طراحی و ساخته شده‌است. این اسلحه دارای سیلندر شش تیر است که فشنگهای ۰٫۳۵۷ مگنوم را شلیک می‌کند و از سال ۱۹۸۶ تا ۱۹۹۸ به فروش می‌رسید و مجدداً در سال ۲۰۱۹ در خط تولید قرار گرفت.